# Піхота

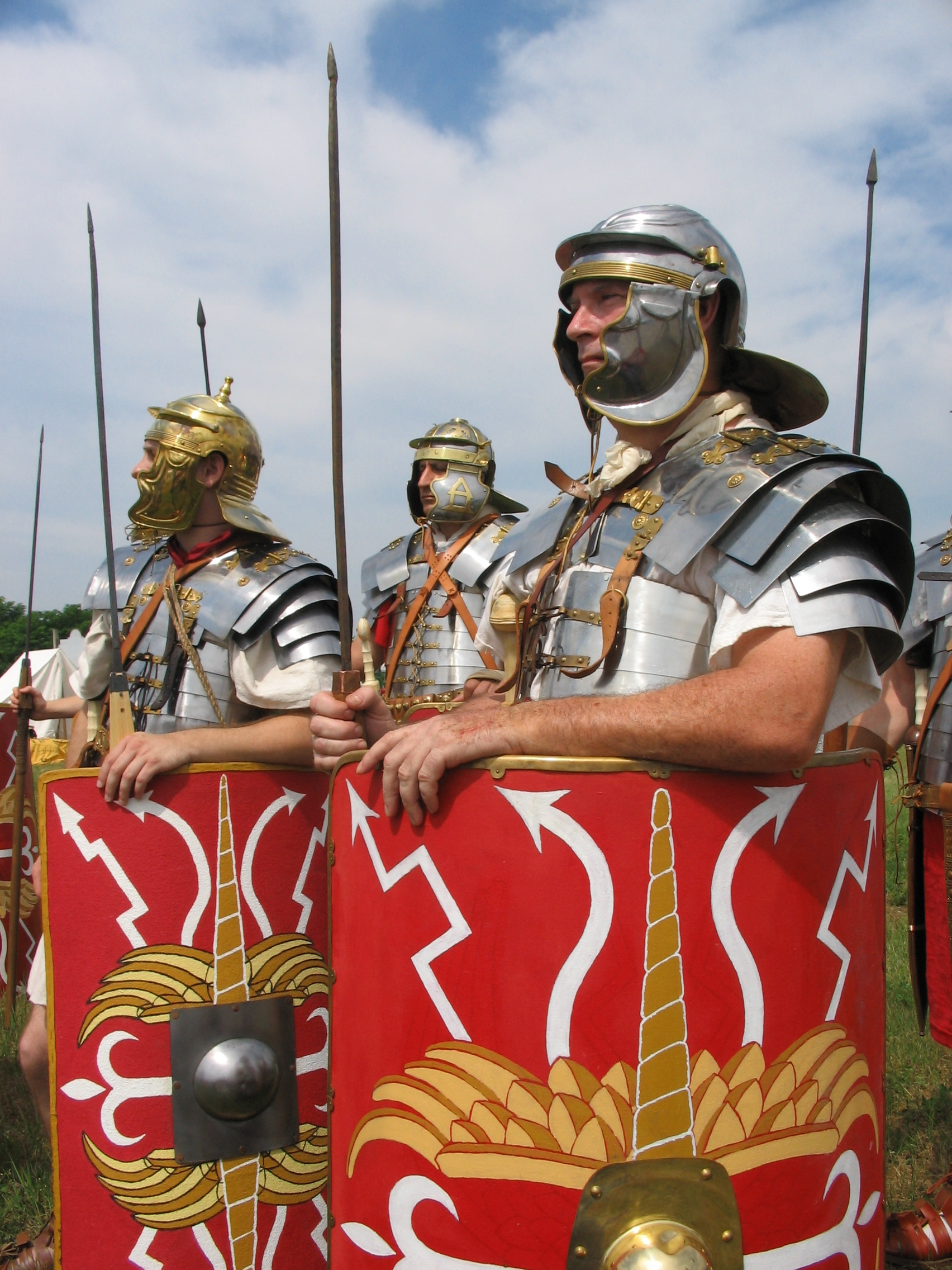
Римські гастати — різновид піхоти Давнього Риму. Сучасна реконструкція

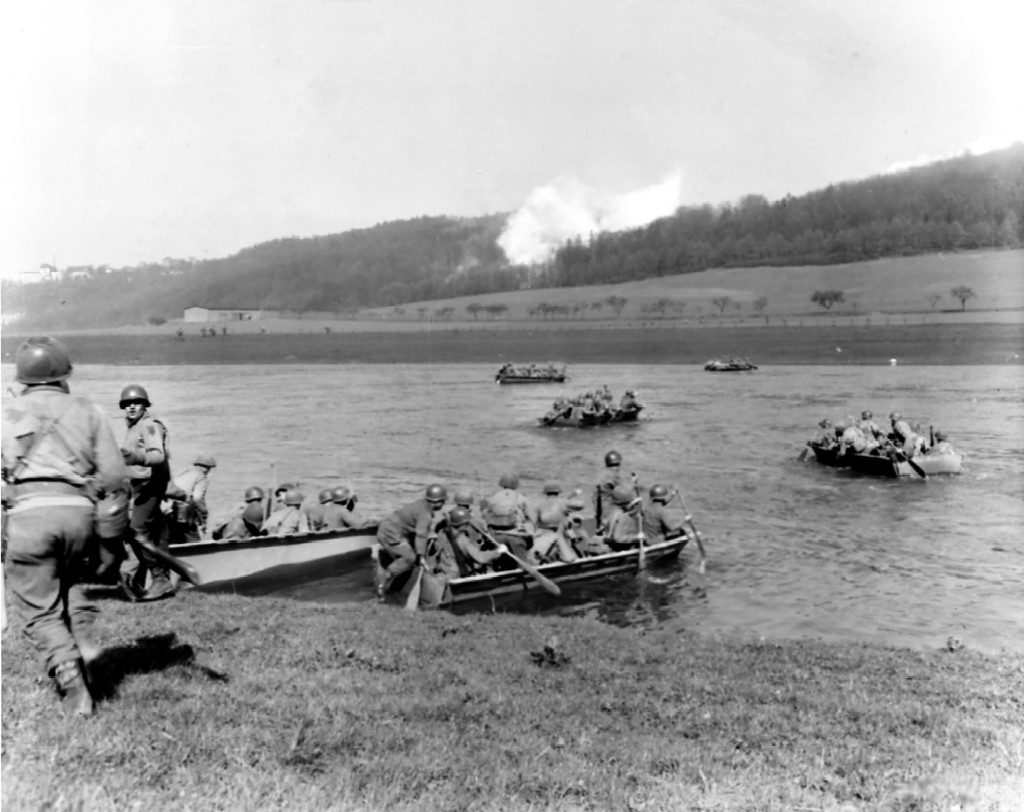
Піхотні підрозділи 1-ї піхотної дивізії США форсують Візер. 7 квітня 1945

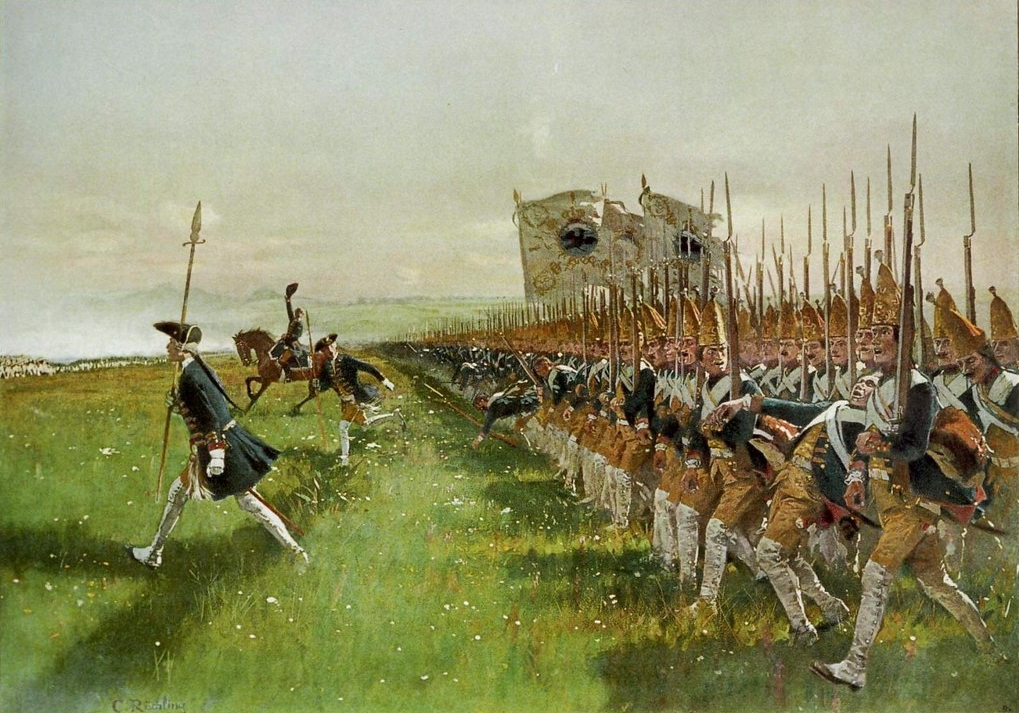
Піхотні підрозділи 1745 р.

Піхо́та — рід військ, який бере участь переважно в пішому бою (на власних ногах). Піхота є найдавнішим і масовим родом військ. У різні часи піхота використовувала різні засоби транспорту — кінську силу, кораблі. Тривалий час піхота використовувала переважно ручну зброю, в сучасних умовах (XXI століття) піхота використовує цілу низку озброєнь, окрім ручної зброї. У зв'язку з розвитком техніки і засобів доставки, піхоту класифікують так:
- Механізовані війська (також мотострілецькі або моторизовані війська) (основний засіб доставки живої сили — авто і бронетехніки)
- Морська піхота (основний засіб доставки живої сили — морський /річний транспорт)
- Повітряно-десантні війська (основний засіб доставки живої сили — авіатехніка).

## Походження слова
Слово походить від старослов'янського «піх», «пєх» — «ходити пішки». Корінь «піх» має у свою чергу відповідники в інших європейських мовах — фр. pas (па) і фр. pied (п'є), лат. pedes (педес) — ступні.

## Історія
Піхота є найдавнішим родом військ, проте вже в античності піхота стає не єдиною, допускаючи на поля битв кінноту (головним чином колісниці). З появою кінноти піхота зменшує свою питому значущість, проте ж після «революції гоплітів» у Стародавній Греції з'явилися лінійний стрій піхоти і важке озброєння, зробило піхоту головною частиною війська. Перевага важкоозброєної піхоти зберігається до I-III ст. н. е. і в армії Стародавнього Риму нівелюється (в основному у зв'язку з варваризацією армії).
В античності армія озброювалася холодною зброєю: списами, дротиками, іноді мечами і носила на собі обладунки, що ефективно захищали від більшості разючих елементів свого часу. Легка піхота призначалася для допоміжних дій і озброювалася списами, луками та іншою холодною зброєю. Збруя і захист могли існувати, а могли й не бути.
У ранньому Середньовіччі війни велися з залученням значного ополчення, тому піхота зберігала суттєву роль. Впровадження важкої кавалерії в європейських арміях дозволило перемагати кавалерією значні сили піхоти, і відокремило воєнний стан від невоєнного. У цей час високі можливості кавалерії і внутрішньо-феодальні взаємини звели піхоту на рівень допоміжного роду військ у Європі і країнах Близького Сходу. Кочові племена Азії, навпаки, практично не практикували бій у пішому порядку.
Винахід артилерії дозволив увести в піші війська ручну артилерію, яка пізніше перетворилася в стрілецьку зброю, і зменшив питому роль кавалерії, а питому роль піхоти збільшив. У цей же час піхота озброювалася холодною зброєю (в основному, не кидальною), номенклатура її була різною. Далі піхота еволюціонувала в бік збільшення стрільців і зменшення числа списоносців (пікінерів) — піхотинців ближнього бою, які служили для охорони стрільців і гармат від кавалерійських атак.
У творі італійця Ф. Тьєполо, складеному за розповідями очевидців, російська піхота середини XVI століття описується так: «Піхота носить такі ж каптани (як і кіннота), і деякі мають шоломи».
У середині XVII-го століття створення ефективного багнета з досить міцною рушницею дозволило скасувати пікінерів. Відтоді основним видом піхоти стала лінійна піхота — піхота, озброєна гладкоствольною дулово-зарядною зброєю (мушкетами, фузеями) з багнетами, що вела бій у зімкнутому строю. У середині XVIII-го століття з'явилася легка піхота (єгері), озброєні нарізними карабінами (штуцерами), що билися в розсипному строю. Штуцери мали велику прицільну дальність, але низьку скорострільність, тому єгері зазвичай діяли під захистом лінійної піхоти або фортечних стін. У середині XIX-го століття з'явилися гвинтівки, і замість лінійної та легкої піхоти виникла єдина піхота — стрілецькі війська.
У Росії в XVIII — на початку XX ст. піхота іменувалася інфантерією (італ. infanterie). Аж до середини XX століття піхота вважалася основним родом військ. У 1950-ті роки багато країн почали вводити в свої доктрини верховенство стратегічних озброєнь (ракети, стратегічна авіація), але процес цей не завершений.
|  | Піхота є головним родом військ. Своїм рішучим просуванням у наступі і наполегливим опором в обороні піхота в тісній взаємодії з артилерією, танками і авіацією вирішує результат бою. Піхота виносить на собі основний тягар бою. Тому призначення інших родів військ, що беруть участь у спільному бою з піхотою, - діяти в її інтересах, забезпечуючи її просування у наступі і стійкість в обороні. |

— Польовий статут РСЧА, 1939
У наш час піхота може використовувати моторизований транспорт. Довгий час піхота використовувала переважно ручну стрілецьку зброю. В сучасних умовах (XXI століття) може використовувати досить широке коло озброєнь (включно з ракетним).

## Тактика дій піхоти

### Тактика наступу піхоти РСЧА
На початку німецько-радянської війни піхота РСЧА застосовувала тактику масованої атаки всіма силами і засобами. Атаці передував артилерійський обстріл позицій супротивника. Піхота атакувала після закінчення артпідготовки й одночасно з перенесенням вогню артилерії вглиб оборони супротивника. Піхотинці, ведучи вогонь з усіх видів особистої зброї, стрімким просуванням всіх сил зближувалися з ворогом на мінімальну відстань, закидали окопи супротивника гранатами і переходили в рукопашну сутичку. Спільна дія піхоти і бронетанкових військ підвищувало ефективність і швидкість атаки. Перехід від масованих піхотних атак, до комбінованого використання важкої техніки і мобільних підрозділів піхоти, до кінця війни, ознаменував собою початок розвитку совєтської доктрини загальновійськового бою. Ключовим у цій тактиці наступу була швидкість і натиск. У ряді випадків оборонці, щоб не бути знищеними в тісному просторі окопів, контратакували. Подібну тактику застосовували війська вермахту.
Для зустрічного бою й удару по інженерно непідготовлених позиціях застосовувалися інші тактичні схеми.

### Тактика набігаючої хвилі
Застосовувалася й розвивалася в КНР протягом Корейської війни. Також використовувалася, як резевна тактика НВАК під час конфлікту з В'єтнамом. Причиною виникнення «набігаючої хвилі» була зустріч на Корейському півострові з супротивником, який був значно розвинутіший технічно, при чому перевага була значно більш помітною аніж у боях з японською імператорською армією, навіть не дивлячись на поставки відносно сучасного (на той час) совєтського озброєння.
Задум був стандартним для комуністів й китайських комуністів зокрема. Передбачалося атакувати укріплені позиції супротивника декількома хвилями піхоти послідовно, під час чого кілька перших хвиль свідомо приносилися в жертву — вони гинули під вогнем тих хто обороняється, але кожна наступна хвиля, наближаючись до супротивника під прикриттям попередньої, розпочинала атаку з все більш вигідного рубежу й так до перемоги або виснаження нападників.

## Сучасні різновиди
- Моторизована піхота
- Механізовані війська. Основний засіб доставки особового складу — авто- і бронетехніка. В армії США іменується моторизованою піхотою (мотопіхотою).
- Морська піхота. Основний засіб доставки особового складу — морський або річковий транспорт.
- Повітряно-десантні війська. Основний засіб доставки особового складу — авіаційна техніка.
- Гірська піхота. Основний засіб доставки особового складу — індивідуальна мускулатура.